# Mordehajs Dubins
Mordehajs Dubins (Riga 1 de gener de 1889 - Tula, 1956) va ser un important líder espiritual jueu i polític de Letònia.
Pel partit Agudes Israel va ser membre de l'Assemblea Constitucional de Letònia el 1920, i va ocupar el càrrec de diputat del Saeima o Parlament letó a les legislatures I (1922), II (1925), III (1928) i IV (1931). Va dirigir la comunitat jueva de Letònia fins a l'any 1940, quan el país va patir l'ocupació soviètica.

## Biografia
Dubin va ser un dels que va realitzar grans esforços perquè la pena imposada en l'URSS el 1927 al rabí Joseph Isaac Schneersohn -pertanyent a la Jabad Lubavitx-, fos commutada per l'exili a Letònia. Va ser també amic personal de Kārlis Ulmanis, el dictador nacionalista de Letònia entre 1934-1940.
Dubin va ser deportat de Letònia per les autoritats soviètiques el 1940 i posat en llibertat el 1942. Després de la Segona Guerra Mundial va retornar a Riga on la premsa local el va atacar violentament. Va tornar a ésser detingut i deportat el 1948. Va viure sota arrest en l'exili a Sibèria, primer a Samara, i més tard a Tula, on va morir el 1956 en un camp de treball i on va ser enterrat fins al seu trasllat al cementiri jueu a prop de Moscou.